# Acutiserolis gerlachei
Acutiserolis gerlachei is een pissebed uit de familie Serolidae. De wetenschappelijke naam van de soort is voor het eerst geldig gepubliceerd in 1925 door Monod.